# Frauenneuharting
Frauenneuharting – miejscowość i gmina w Niemczech, w kraju związkowym Bawaria, w rejencji Górna Bawaria, w regionie Monachium, w powiecie Ebersberg, wchodzi w skład wspólnoty administracyjnej Aßling. Leży około 10 km na południowy wschód od Ebersberga.

## Dzielnice
- Aichat
- Alme
- Anger
- Baumberg
- Biebing
- Buch
- Eichbichl
- Eschenlohe
- Gersdorf
- Graben
- Großaschau
- Hagenberg
- Haging
- Halbeis
- Haus
- Heimgarten
- Hochholz
- Höhenberg
- Hungerberg
- Jacobneuharting
- Kleinaschau
- Knogl
- Lacke
- Lauterbach
- Lindach
- Moosen
- Oed
- Raunstädt
- Reith
- Ried
- Schaurach
- Spezigraben
- Stachet
- Tegernau
- Wimpersing

## Demografia
| Rok  | Liczba mieszk. |
| ---- | -------------- |
| 1970 | 1 079          |
| 1987 | 1 115          |
| 2000 | 1 314          |
| 2007 | 1 430          |

Dane o ludności z 31 grudnia 2008:
| Opis                                | Ogółem | Ogółem | Kobiety | Kobiety | Mężczyźni | Mężczyźni |
| ----------------------------------- | ------ | ------ | ------- | ------- | --------- | --------- |
| Jednostka                           | osób   | %      | osób    | %       | osób      | %         |
| Populacja                           | 1452   | 100    | 695     | 47,87   | 757       | 52,13     |
| Wiek przedprodukcyjny (0–17 lat)    | 318    | 21,9   | 144     | 9,92    | 174       | 11,98     |
| Wiek produkcyjny (18–65 lat)        | 895    | 61,64  | 425     | 29,27   | 470       | 32,37     |
| Wiek poprodukcyjny (powyżej 65 lat) | 239    | 16,46  | 126     | 8,68    | 113       | 7,78      |

## Polityka
Wójtem gminy jest Josef Singer, rada gminy składa się z 12 osób.
|      | CSU | WG | LD | Razem |
| 2008 | 7   | 3  | 2  | 12    |
| 2002 | 5   | 3  | 4  | 12    |

## Oświata
W gminie znajduje się przedszkole (50 miejsc) oraz szkoła (9 nauczycieli, 144 uczniów).